# Brian Kasirye
Brian Kasirye (3 settembre 2001) è un giocatore di badminton ugandese.

## Palmarès
- Campionati africani

Benoni 2023: bronzo nel singolo maschile.